# Visage
A Visage egy brit szintipop együttes volt, amelyet 1978-ban alapítottak Londonban. 

## Története
A Visage Londonban  alakult meg, 1978-ban, a Billy's nevű éjszakai klubban. Az  együttes 1985-ben feloszlott, majd 2002-ben [forrás?], újjáalakult. 2011-ben ismét feloszlottak, majd 2012-ben ismét újjáalakultak. A frontember, Steve Strange 2015-ös halálával az együttes végleg feloszlott.

## Korábbi tagjai
- Steve Strange – ének (1978–1985, 2002–2015; haláláig)
- Rusty Egan – dob, ütősök (1978–1985)
- Midge Ure – gitár, szintetizátorok (1978–1982)
- Billy Currie – billentyűsök, szintetizátor, hegedű (1978–1984)
- Dave Formula – billentyűsök, szintetizátor (1978–1984)
- John McGeoch – gitár, szaxofon (1978–1981; 2004-ben elhunyt)
- Barry Adamson – basszus (1978–1979)
- Steve Barnacle – basszus (1982–1985, 2012–2015)
- Gary Barnacle – szaxofon (1984–1985)
- Andy Barnett – gitár (1984–1985)
- Sandrine Gouriou – billentyűsök, szintetizátor, vokál (2002–2010)
- Rosie Harris – billentyűsök, szintetizátor, vokál (2002–2010)
- Ross Tregenza – billentyűsök, szintetizátor, vokál (2004–2010)
- Steven Young – billentyűsök, szintetizátor, vokál (2004–2010)
- Lauren Duvall – vokál (2012–2015)
- Robin Simon – gitár (2012–2015)

## Nagylemezei
- Visage (1980)
- The Anvil (1982)
- Beat Boy (1984)
- Hearts and Knives (2013)
- Demons to Diamonds (2015)